# Espacio vectorial normado

Jerarquía de espacios matemáticos. Los espacios vectoriales normados son un superconjunto de los espacios con producto interno y un subconjunto de los espacios métricos, que a su vez son un subconjunto de los espacios topológicos.

En matemática, un espacio normado o espacio vectorial normado es un espacio vectorial en el que se ha definido explícitamente una norma vectorial. Podemos señalar los siguientes hechos que ayudan a comprender la importancia del concepto de espacio normado:
- En un espacio euclídeo, la norma coincide precisamente con la longitud del vector.
- Todo espacio vectorial normado es un espacio métrico con la distancia inducida por la norma.
- Si el espacio vectorial es además completo se dice que es un espacio de Banach.

Nótese que sobre un espacio vectorial se pueden definir diferentes normas, lo cual da lugar a diferentes espacios normados que tienen el mismo espacio vectorial como base de la construcción.

## Definición
Un espacio vectorial {\displaystyle V} se dice que es normado si en él se puede definir una norma:
| Norma vectorial Sea {\displaystyle V} un espacio vectorial sobre un cuerpo {\displaystyle \mathbb {K} =\mathbb {R} {\text{ ó }}\mathbb {C} }. Se dice que {\displaystyle {\begin{aligned}\\|\cdot \\|:V&\to \mathbb {R} \\x&\mapsto \\|x\\|\end{aligned}}} es una norma en {\displaystyle V} si verifica: 1. No negatividad: {\displaystyle \\|x\\|\geq 0\quad \forall x\in V}. Además, {\displaystyle \\|x\\|=0\Leftrightarrow x=0}. 2. Homogeneidad: {\displaystyle \\|kx\\|=\|k\|\cdot \\|x\\|\quad \forall x\in V,\forall k\in \mathbb {K} }. 3. Desigualdad triangular: {\displaystyle \\|x+y\\|\leq \\|x\\|+\\|y\\|\quad \forall x,y\in V}. |

Generalmente se denotará a {\displaystyle (V,\|\cdot \|)} al espacio vectorial normado y, cuando la norma sea clara, simplemente por {\displaystyle V}.
Obsérvese que la condición {\displaystyle \|x\|\geq 0\quad \forall x\in V} (no negatividad) se deriva del resto, por lo que se podría eliminar. En efecto, {\displaystyle 0=\|0\|=\|x-x\|\leq \|x\|+\|-x\|=\|x\|+\|x\|=2\|x\|}, de donde {\displaystyle \|x\|\geq 0}.

## Ejemplos

### De dimensión finita
- {\displaystyle \mathbb {R} }
- Los espacios euclídeos {\displaystyle \mathbb {R} ^{n}} , estudiados en el análisis clásico.
- Las matrices cuadradas de orden n sobre {\displaystyle \mathbb {R} }: {\displaystyle M_{n}\left(\mathbb {R} \right)}

### De dimensión infinita
- Todos los  espacios de Hilbert y, en particular, el conformado por todas las funciones de cuadrado integrable sobre un intervalo {\displaystyle \scriptstyle L^{2}([a,b])} con la norma dada por el producto escalar {\displaystyle \scriptstyle \|v\|=\langle v,v\rangle ^{1/2}}.
- El espacio de funciones continuas {\displaystyle \scriptstyle f:\Omega \to \mathbb {R} } sobre un espacio topológico compacto con la norma del supremo: {\displaystyle \scriptstyle \|v\|=\max _{x\in \Omega }|v(x)|}

## Distancia inducida
En todo espacio vectorial normado se puede definir la distancia {\displaystyle d:V\times V\rightarrow R}:
{\displaystyle d(x,y)=\|x-y\|\,}
con la cual (V,d) es un espacio métrico.

## Espacios vectoriales normados de dimensión finita
Se cumplen los siguientes resultados (que generalmente no son ciertos para espacios de dimensión infinita):
- Todas las normas definidas en el espacio son equivalentes, es decir, definen la misma topología. La convergencia o divergencia de una sucesión no depende de la norma escogida. El resultado no es cierto para espacios de dimensión infinita siendo siempre posible encontrar dos normas que no son equivalentes.
- El espacio es completo, es decir, es un espacio de Banach. Como consecuencia, todo subespacio de dimensión finita de un espacio vectorial (no necesariamente de dimensión finita) es cerrado.
- Un espacio vectorial normado es de dimensión finita si y solo si la bola unidad es compacta.
- Todo funcional lineal es continuo. Si el espacio tiene dimensión infinita, existen funcionales lineales no continuos.
- Teorema de Heine-Borel o teorema de Borel-Lebesgue. Un subconjunto del espacio vectorial es compacto si y solo si es cerrado y acotado.

## Espacios normados de dimensión infinita
En análisis funcional, teoría de ecuaciones diferenciales e incluso en mecánica cuántica intervienen espacios normados de dimensión infinita, en especial espacios de Banach y espacios de Hilbert. Ambos tipos de espacios son métricamente completos, siendo todo espacio de Hilbert trivialmente también un espacio de Banach (al revés solo es cierto si la norma del espacio de Banach satisface la ley del paralelogramo).
Los espacios de Banach son ampliamente usados para discutir ecuaciones de evolución que involucran ecuaciones diferenciales ordinarias (en concreto un problema bien definido está definido sobre un espacio de Banach).